# モンテクレート
モンテクレート（伊: Montecreto）は、イタリア共和国エミリア＝ロマーニャ州モデナ県にある、人口約900人の基礎自治体（コムーネ）。

## 地理

### 位置・広がり

#### 隣接コムーネ
隣接するコムーネは以下の通り。
- ラーマ・モコーニョ
- パヴッロ・ネル・フリニャーノ
- リオルナート
- セストラ

### 気候分類・地震分類
モンテクレートにおけるイタリアの気候分類 (it) および度日は、zona F, 3420 GGである。
また、イタリアの地震リスク階級 (it) では、zona 3 (sismicità bassa) に分類される。

## 行政

### 分離集落
モンテクレートには、以下の分離集落（フラツィオーネ）がある。
- Acquaria, Magrignana, Strettara,Rovinella